# آنخل پارا
آنخل پارا (اسپانیایی: Luis Ángel Cereceda Parra‎؛ زادهٔ ۲۷ ژوئن ۱۹۴۳ - درگذشته ۱۱ مارس ۲۰۱۷) یک خواننده، ترانه‌سرا و فولکلوریست برجستهٔ اهل شیلی بود.
او پسرِ ویولتا پارا و برادر ایسابل پارا است.
او مشارکت مهمی در حفظ و گسترشِ سبکِ «موسیقی نوین شیلی» در سرتاسر جهان داشته است.
پسرِ خودِ او هم همنام با اوست و «آنخل پارا» نام دارد و نوازندهٔ گیتار در گروه موسیقی «لُس تِرِس» است.

## نگارخانه

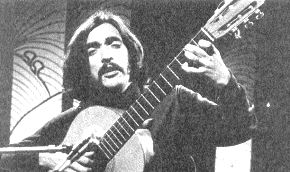
Ángel Parra in 1973.